# Jennifer Hawkins

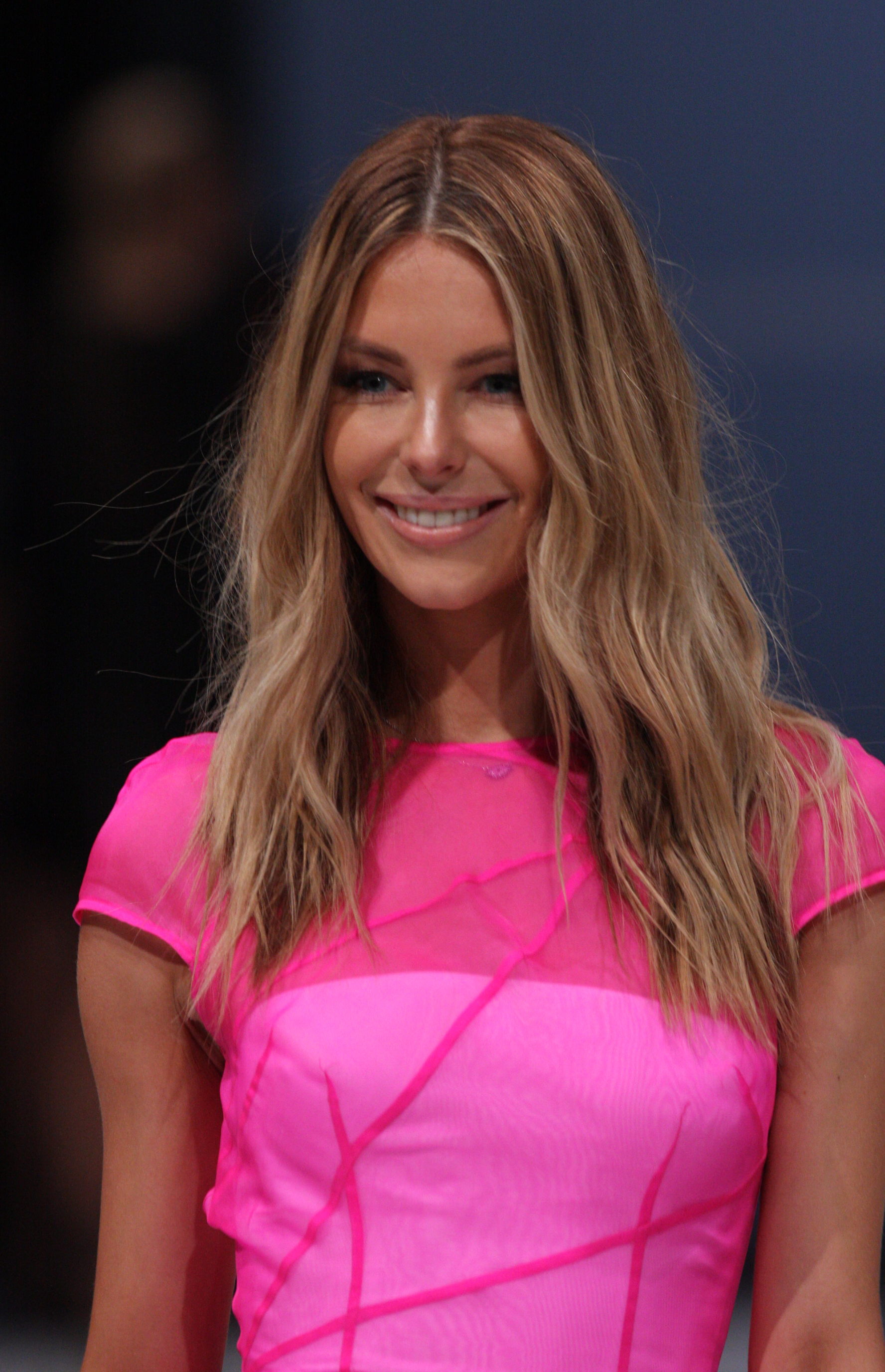
Jennifer Hawkins (2015)

Jennifer Hawkins (* 22. Dezember 1983 in Holmesville) ist eine australische Schönheitskönigin und Moderatorin. Sie war 2004 Gewinnerin der Miss Australia und Miss Universe.

## Leben
Hawkins wurde in Holmesville, New South Wales geboren und ist eines von vier Kindern. Sie lebt zurzeit in Sydney. Sie besuchte die Highschool in West Wallsend. Früher war sie Cheerleader des Rugby-League-Teams Newcastle Knights und des Basketball-Teams Hunter Pirates. Sie arbeitete als Model, wodurch sie auch zur Miss Australia-Wahl kam, und als Choreografin eines Tanz-Teams, das sich auf Hip-Hop und Ballett spezialisiert hat.

## Karriere

### Schönheitswettbewerbe
Nach ihrer Schulzeit arbeitete Hawkins als Model, bevor sie 2004 an der Wahl zur Miss Australia teilnahm und diese gewann.
Somit war sie nun für die Teilnahme an der Miss Universe-Wahl 2004 berechtigt, welche am 1. Juni in Quito, Ecuador stattfand. Bereits eine Woche zuvor wurde sie als eine von sechs Favoritinnen auf die Krone bezeichnet. Nachdem sie als erste Australierin seit elf Jahren das Halbfinale hatte erreichen können, konnte sie sich im Finale ebenfalls durchsetzen und wurde zur Miss Universe gekrönt. Sie war die erste Gewinnerin aus Ozeanien seit 1983, die erste aus Australien seit 1972 und die erste Blondine seit 1989.
Während ihrer "Regentschaft" reiste sie nach Korea, Bahamas, Brasilien, Tschechien, Deutschland, Griechenland, Singapur, Indonesien, Kanada, Trinidad und Tobago, Indien, Ecuador, Mexiko, Puerto Rico und mehrmals nach Thailand. Nach einem offiziellen Treffen mit dem brasilianischen Vize-Präsidenten José Alencar bezeichnete dieser sie als das hübscheste Mädchen, das er jemals in seinem Leben gesehen habe. Sie war die erste Miss Universe, die als Teil einer Sambaschule am brasilianischen Karneval im Februar 2005 teilnahm.
Kurz nachdem sie gekrönt worden war, sorgte sie bei einer Modenschau im Einkaufszentrum Westfield Miranda für Schlagzeilen, als sie auf den Saum ihres Kleides trat, welches anschließend zu Boden fiel und ihren roten G-String entblößte. Später sagte sie lachend, dass sie sich gewünscht hätte, bessere Unterwäsche getragen zu haben.
Hawkins war Jury-Mitglied beim Finale der Wahl zur Miss Universe 2008 in Vietnam.

### Fernsehen

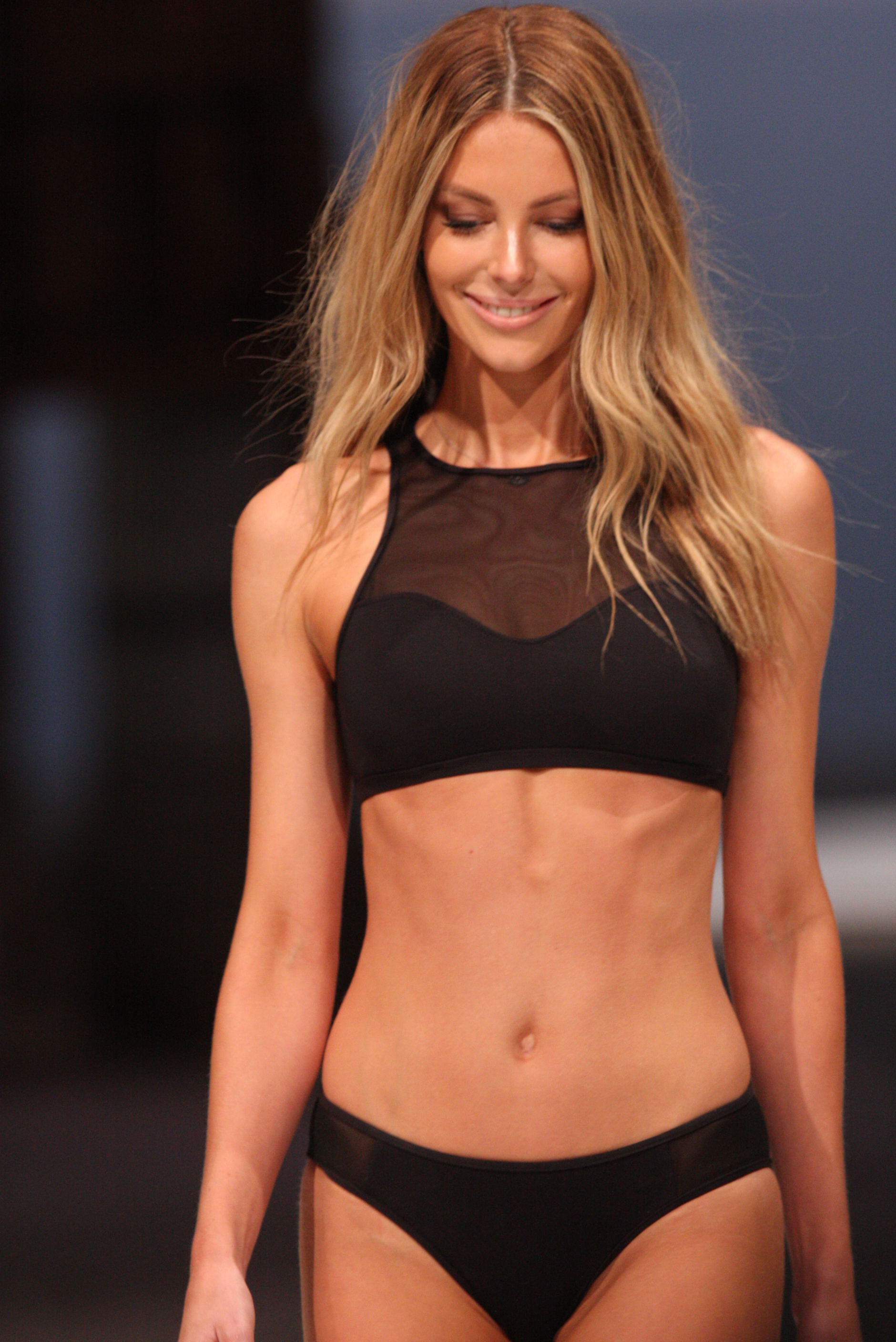
Jennifer Hawkins (2015)

2004 unterzeichnete Hawkins einen Vertrag beim australischen Fernsehsender Seven Network. Ihren ersten Auftritt hatte sie als Co-Moderatorin der Reisesendung The Great Outdoors. Als ihre Zeit als Miss Universe endete, wurde sie die Hauptmoderatorin der Sendung und 2006 für einen Logie Awards als Most Popular New Female Talent nominiert. 2009 wurde die Sendung eingestellt.
2006 nahm sie an der vierten Staffel der australischen Tanzshow Dancing with the Stars teil und belegte dort den sechsten Platz. Sie hatte Cameo-Auftritte in mehreren Episoden der amerikanischen Fernseh-Reality-Show The Apprentice mit Donald Trump. Sie lehnte die Rolle der Sonia Solandres im Film Der rosarote Panther 2 ab, welche somit an die frühere Miss World Aishwarya Rai ging.
Ab August 2008 war sie Moderatorin der australischen Castingshow Make Me a Supermodel, von der allerdings nur eine Staffel gesendet wurde. Im Oktober 2010 wurde bekannt, dass Hawkins Seven Network verlässt und zu Nine Network wechselt.

### Werbung
- Im Juli 2005 unterzeichnete sie einen Vertrag bei der Hygiene- und Gesichtspflegemarke Lux und wurde deren offizielles Gesicht in Australien und Neuseeland.
- Im August 2006 wurde sie Botschafterin der privaten Großwohnsiedlung Grand Waterfront in Hongkong. Dies beinhaltete ganzseitige Bilder in verschiedenen chinesischen Zeitungen, minutenlange Werbespots in Hongkong und Werbung auf etlichen Plakaten und Bussen.
- Im September 2006 erhielt sie einen Drei-Jahres-Vertrag bei Lovable Australia Lingerie.[5]
- Im Januar 2007 unterschrieb sie einen Vier-Jahres-Vertrag bei der Kaufhauskette Myer für A$ 4 Millionen.
- Am 9. August 2007 wurden ihr für ein Nackt-Shooting im Männermagazin Zoo Magazine A$ 50.000 geboten, was sie jedoch ablehnte.
- Am 6. Januar 2010 erschien sie unbekleidet auf dem Cover des australischen Magazins Marie Claire.[6]